# Silo (knižní série)
Silo (v originále Silo) je úspěšná postapokalyptická sci-fi knižní série od amerického spisovatele Hughe Howeyho.
Série se odehrává na postapokalyptické zemi. Lidstvo se kvůli přežití uchyluje do Sila, podzemního města, rozkládajícího se do 144 pater. Silo zpočátku sleduje příběhy Holstona, šerifa Sila, ale poté také Julietty, Jahnsové a Marnese. Příběh je zahalen tajemstvími Sila a jejich finálním odhalením.
Série je rozdělena do tří knih, avšak první dvě jsou tvořeny 8 prvotními, samovydáními knihami.

## Knihy v sérii

### Silo(Wool Omnibus)
První kniha série s názvem Silo (v anglickém originále Wool Omnibus) byla vydána 25. ledna 2012 vydavatelstvím Broad Reach Publishing. Českého vydání se dočkala v roce 2014 vydavatelstvím Knižní klub. Kniha je sestavena z následujících pěti knih, které autor samovydal:
- Wool
- Proper Gauge
- Casting Off
- The Unraveling
- The Stranded

### Turnus(Shift)
Druhá kniha série s názvem Turnus (v anglickém originále Shift) byla vydána 28. ledna 2013 vydavatelstvím Broad Reach Publishing. Českého vydání se dočkala v roce 2015 vydavatelstvím Knižní klub. Kniha je sestavena z následujících třech knih, které autor samovydal:
- First Shift: Legacy – 14. dubna 2012
- Second Shift: Order – 12. listopadu 2012
- Third Shift: Pact – 24. ledna 2013

Ty jsou v knize Turnus rozděleny do tří částí: Odkaz, Předpisy, Dohoda (Legacy, Order, Pact).

### Prach(Dust)
Třetí kniha série s názvem Prach (v anglickém originále Dust) byla vydána 17. srpna 2013 vydavatelstvím Broad Reach Publishing. Českého vydání se dočkala v roce 2016 vydavatelstvím Knižní klub. Kniha je v pořadí třetí / devátá.
Jedná se o finální díl série, ve kterém jsou odhaleny poslední tajemství, avšak konec není uzavřen. Ten je volně otevřen, aby si lidé mohli domyslet, co se dělo dál.

## Postavy
- Holston – šerif Sila 18, který se rozhodl čistit. Poprvé se objevuje v knize Silo.
- Jahnsová – starostka Sila 18, která je nakonec otrávena. Poprvé se objevuje v knize Silo.
- Marnes – zástupce šerifa Sila 18, který si sáhne naživot, když mu umře Jahnsová. Poprvé se objevuje v knize Silo.
- Julliete Nicholsová – je mladá mechanička, šerifka a nakonec starostka Sila 18. Jako jediná přežije čištění a dostane se za kopec. Poprvé se objevuje v knize Silo.
- Jimmy – je muž ze Sila 17, které přežil Velký randál. Poprvé se objevuje v knize Silo, kdy do jeho Sila vstoupí Julliet.
- Donald Keene – mladý kongresman, který projektoval Sila. Poprvé se objevuje v knize Turnus jako vedoucí v Silu 1.
- Charlotte Keene – sestra Donalda a bojová pilotka ovládajicí drony, která žije v Silu 1. Poprvé se objevuje v knize Turnus.
- senátor Paul Thurman – jeden ze tří zakladatelů projektu o Silech. Žije v Silu 1. Poprvé se objevuje v knize Turnus.
- Anna Thurman – senátorova dcera, která s ním nesouhlasí a pomůže Donaldovi k záchraně lidí ze Sila 18. Žije v Silu 1. Poprvé se objevuje v knize Turnus.